# Sant’Agostino (Emilia-Romagna)
Sant’Agostino ist eine Fraktion der italienischen Gemeinde (comune) Terre del Reno in der Provinz Ferrara in der Emilia-Romagna.

## Geografie
Der Ort liegt in der Po-Ebene etwa 30 km südwestlich von Ferrara auf einer Höhe von 15 m s.l.m. Sant’Agostino grenzt westlich direkt an den Cavo Napoleonico, einem künstlichen Abflusskanal, über den das Wasser des südlich von Sant’Agostino fließenden Reno in den nördlich verlaufenden Po abgeleitet werden kann.

## Geschichte

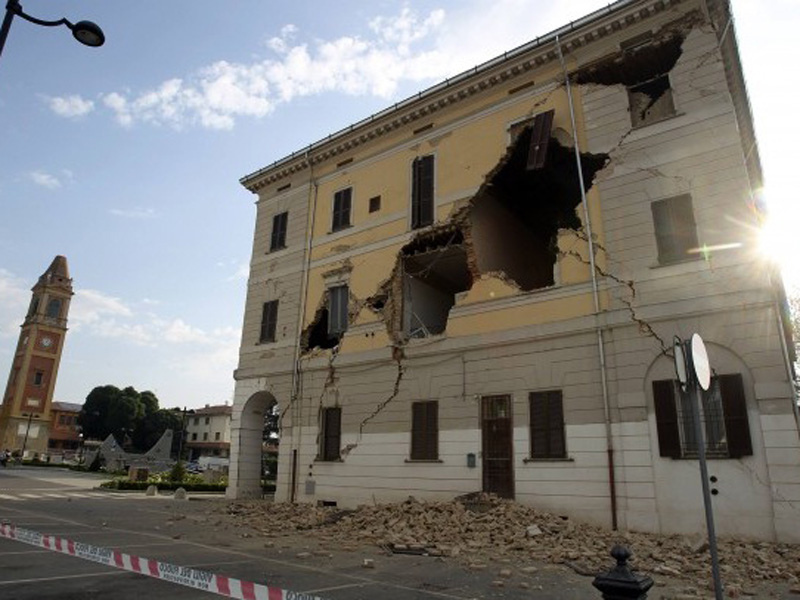
Rathaus nach dem Erdbeben von 2012

Am 20. Mai 2012 kurz nach 4:00 Uhr morgens ereignete sich in der Region Emilia-Romagna ein schweres Erdbeben der Stufe 5,9 auf der Richterskala. Das Epizentrum lag in der Gemeinde Finale Emilia. Rund 5000 Menschen wurden obdachlos, sieben Menschen kamen ums Leben, mindestens 50 wurden verletzt. Das Erdbeben verursachte auch in Sant’Agostino enorme materielle Schäden.
Am 1. Januar 2017 schloss sich Sant’Agostino und Mirabello zur neuen Gemeinde Terre del Reno zusammen. Zur Gemeinde gehörten auch die Ortsteile San Carlo und Dosso. Die Nachbargemeinden waren Bondeno, Cento, Galliera (BO), Mirabello, Pieve di Cento (BO) und Poggio Renatico.